# Phjongszong
Phjongszong (hangul: 평성시, Phjongszong-si, handzsa: 平城市, RR: P'yŏngsŏng-si, ’alföldi erődítmény’) észak-koreai város, az ország északnyugati részén fekvő Dél-Phjongan (P'yŏngan) tartomány székhelye.

## Történelme
1969 decemberében alakult várossá.

## Közigazgatása
Phjongszong (P'yŏngsŏng) város 20 tong (tong)ból és 13 faluból (ri (ri)) áll.
| - Phjongszong-tong (평성동, P'yŏngsŏng-tong) - Jokcson-tong (역전동, Yŏkchŏn-tong) - Kuvol-tong (구월동, Kuwŏl-tong) - Podok-tong (보덕동, Podŏk-tong) - Szamhva-tong (삼화동, Samhwa-tong) - Szongnjong-tong (송령동, Songryŏng-tong) - Szangcsha-tong (상차동, Sangch'a-tong) - Hacsha-tong (하차동, Hach'a-tong) - Munhva-tong (문화동, Munhwa-tong) - Ori-tong (오리동, Ori-tong) - Tumu-tong (두무동, Tumu-tong) - Undok-tong (운덕동, Undŏk-tong) - Tokszong-tong (덕성동, Tŏksŏng-tong) - Okcson-tong (옥전동, Okchŏn-tong) - Jangdzsi-tong (양지동, Yangji-tong) - Csurje-tong (주례동, Churye-tong) - Csungdok-tong (중덕동, Chungdŏk-tong) | - Ponghak-tong (봉학동, Ponghak-tong) - Hakszu-tong (학수동, Haksu-tong) - Rengcshon-tong (랭천동, Raengch'ŏn-tong) - Volpho-ri (월포리, Wŏlp'o-ri) - Szamnjong-ri (삼룡리, Samryong-ri) - Huthan-ri (후탄리, Hut'an-ri) - Cshongok-ri (청옥리, Chŏngok-ri) - Hadan-ri (하단리, Hadan-ri) - Odzsung-ri (어중리, Ŏjung-ri) - Rjulhva-ri (률화리, Ryulhwa-ri) - Csaszan-ri (자산리, Chasan-ri) - Csamo-ri (자모리, Chamo-ri) - Unhung-ri (운흥리, Unhŭng-ri) - Kocshon-ri (고천리, Koch'ŏn-ri) - Pekszong-ri (백송리, Paeksong-ri) - Hvapho-ri (화포리, Hwap'o-ri) |